# Sono Tornato
Sono Tornato (deutsch: Ich bin zurück) ist ein italienischer Film aus dem Jahre 2018. Der Film ist ein Remake von Er ist wieder da aus dem Jahre 2015 und basiert wie dieser auf dem gleichnamigen Bestseller-Roman des Autors Timur Vermes.

## Handlung
Am 28. April 2017 erwacht Benito Mussolini nach einem Fall vom Himmel in Rom, er befindet sich am Ort seiner Hinrichtung durch Partisanen. Verwirrt und im Glauben, es sei noch 1945, irrt er durch die Stadt. Währenddessen wird der Filmemacher Andrea Canaletti von MyTV gefeuert, nachdem er einen Film vor dem Alchemistischen Tor gedreht hat, vor dem Mussolini gestürzt ist. Beim Anschauen des Filmes entdeckt er Mussolini im Hintergrund. In der Hoffnung, seinen Beruf wiederzuerlangen, sucht er nach dem faschistischen Diktator und findet ihn schließlich.
Im Glauben, Mussolini sei nur ein Komiker, reisen Canaletti und Mussolini quer durch Italien. Diese Reise will Mussolini ausnutzen, um wieder die Herrschaft über Italien zu übernehmen. Während der Reise erschießt Mussolini einen Hund und gerät daraufhin in Streit mit Canaletti. Letzterer entscheidet sich aber, die Reise trotzdem fortzusetzen.
Innerhalb kurzer Zeit gewinnt das Duo schnell an Popularität. Katia Bellini, die Vorsitzende von MyTV, beschließt, eine dem italienischen Diktator gewidmete Dokumentation zu drehen. Die Karriere der beiden wird aber bald zerstört, als ein Manager von MyTV das Video von der Erschießung des Hundes durch Mussolini sieht und es im Fernsehen ausstrahlt.
Ohne Arbeit und ohne Wohnung lassen sich Mussolini und Canaletti im Haus von Canalettis Freundin Francesca nieder. Deren Großmutter, die den Überfall auf das Römische Ghetto 1943 überlebt hat, gerät in einem Streit mit Mussolini. Auch Canaletti, der von den Ideen des faschistischen Diktators nicht begeistert ist, wendet sich von ihm ab.
In der Nacht wird Mussolini von maskierten Männern brutal niedergeschlagen. Wenig später wird bekannt, dass dieser Vorfall von Bellini inszeniert wurde. Mussolini verliebt sich in Bellini, die ihn an seine Geliebte Clara Petacci erinnert.
Währenddessen schaut sich Canaletti die Aufnahmen an, die er vor seiner Begegnung mit Mussolini gemacht hat, und bemerkt dabei den vermeintlichen Komiker, der vom Himmel fällt. Am Alchemistischen Tor findet er schließlich heraus, dass er sich mit den echten Benito Mussolini getroffen hat. Daraufhin entwendet er einem Polizisten seine Pistole, bricht in das Fernsehstudio von MyTV ein und versucht erfolglos, das Publikum zu überzeugen, dass dieser Mann, den sie für einen Komiker halten, tatsächlich Mussolini ist. Jedoch entscheidet er sich, Mussolini nicht zu töten, und wird kurz darauf festgenommen.
Der nun in ganz Italien populäre Mussolini scheint seine neu gewonnene Popularität auszunutzen, um die Herrschaft über Italien wieder an sich zu reißen.

## Produktion und Veröffentlichung
Der Film wurde im Frühjahr/Sommer 2017 in Rom, Neapel, Mailand, Florenz und in Umbrien gedreht.
Der Film kam am 1. Februar 2018 in die italienischen Kinos und wurde am 5. Juli 2022 erstmals im italienischen Fernsehen auf Canale 5 ausgestrahlt.

## Auszeichnungen
- 2018: Flaiano-Preis (beste männliche Darstellung für Massimo Popolizio; bestes Drehbuch für Nicola Guaglianone)